# Vologases IV de Partia

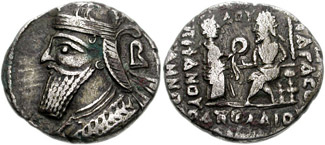
Moneda de Vologases IV.

Vologases IV de Partia (c. 147-191) fue un gobernante del Imperio parto. Hijo de Mitrídates IV de Partia (129-140), Vologases IV unió las dos mitades del Imperio, que se habían dividido entre su padre y Vologases III de Partia (105-147). También reconquistó el reino de Caracene, que al parecer se había mantenido independiente desde la invasión del Imperio parto por Trajano (98-117).
Vologases IV podría tratarse del rey Volgash de la tradición zoroastriana, que recopiló los escritos de Zoroastro.
Los conflictos de Vologases IV con Roma comenzaron sobre el 155, con una disputa, como era habitual entre ambos imperios, por el reino de Armenia. Entre 162 y 166, los partos atacaron al Imperio romano, cogobernado por Marco Aurelio y Lucio Vero (161-169). En esta guerra fue destruida la ciudad de Seleucia, a orillas del Tigris, y quemado el palacio de Ctesifonte por Avidio Casio, en 165. Las legiones romanas incluso llegaron a adentrarse en territorio parto hasta Media, y Vologases IV se vio obligado a firmar la paz, cediendo el oeste de Mesopotamia a Roma.
El fin de su reinado se vio empañado con la revuelta de Osroes II de Partia (190), quien al parecer, se atrincheró en Media como rey rival, con la esperanza de suceder a Vologases IV. Sin embargo, Vologases V (191-208), de la rama de la dinastía arsácida de Armenia, consiguió la sucesión, deponiendo con rapidez a Osroes II.

## Nombre
Vologases es la forma griega y latina del idioma parto Walagaš. El nombre también está atestiguado en persa nuevo como Balāsh y persa medio como Wardākhsh (también deletreado Walākhsh). La etimología del nombre no está clara, aunque Ferdinand Justi propone que Walagaš, la primera forma del nombre, es un compuesto de palabras "fuerza" (varəda) y "guapo" (gaš o geš en persa moderno).

## Reinado

### Conquista de Caracene

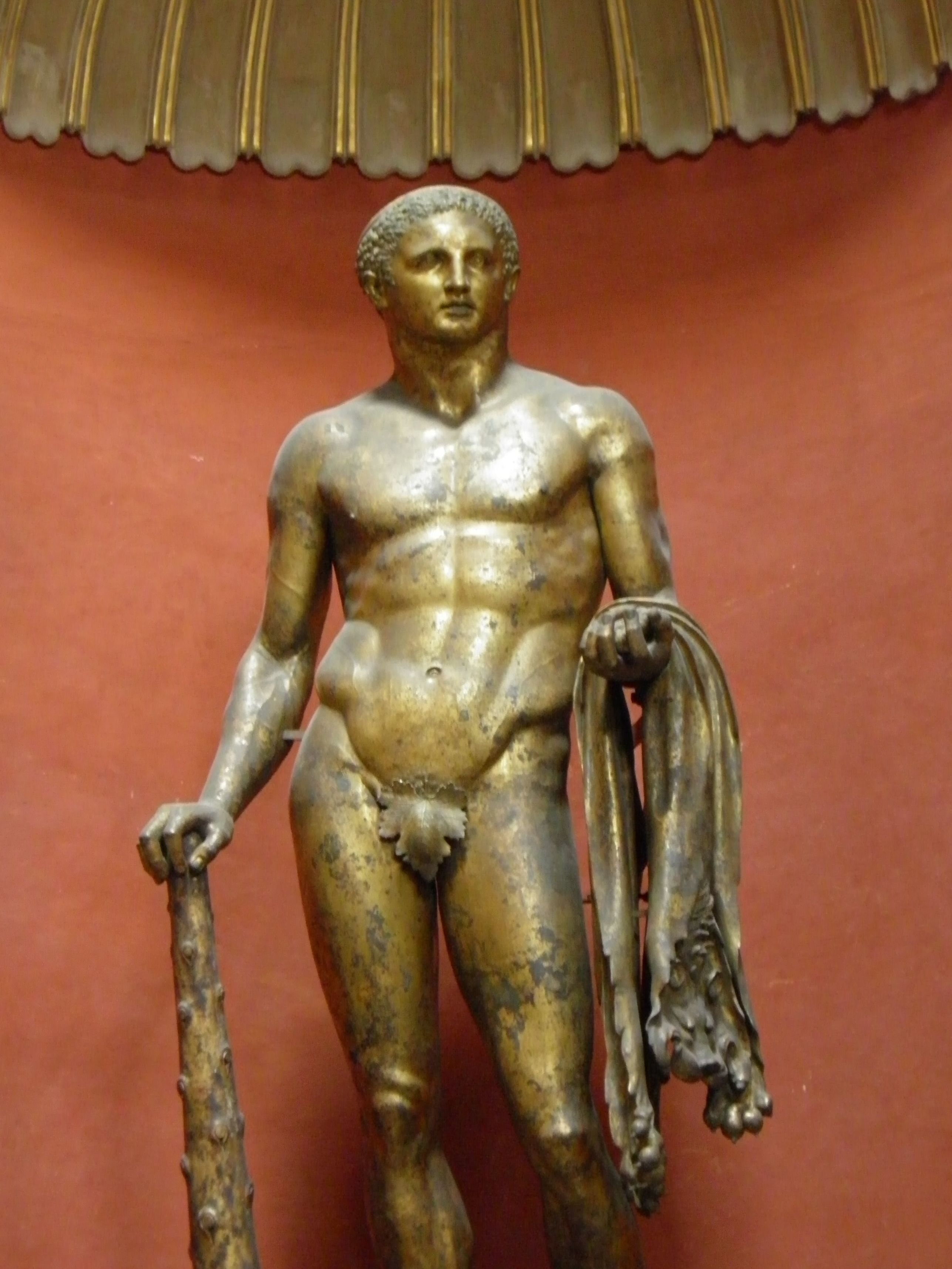
Estatua de bronce del semidiós Heracles

Vologases IV era un hijo de Mitrídates V, que había competido contra el monarca parto Vologases III (r. 110-147) por el trono de 129 a 140. Vologases IV sucedió a Vologases III en 147, marcando el establecimiento de una nueva rama de la dinastía Arsácida en el trono de Partia. En 150/51, derrotó al gobernante Arsácida de Caracene, reino también conocido como Mesene, Meredates, y restableció el dominio de los partos en la región, que había sido independiente desde la expedición del emperador romano Trajano en 116. Orabazes II, probablemente un pariente de Vologases IV, se convirtió en el nuevo rey de Caracene. Las fuerzas de Vologases IV se apoderaron de una estatua de Heracles, el dios patrón de la realeza de Caracene. La estatua fue llevada al templo de Apolo en Seleucia, donde se exhibió como una demostración de la victoria de Vologases IV. Una inscripción bilingüe, en griego y parto, fue tallada en la estatua, que relata la conquista de Caracene por Vologases IV:

"En el año 462 de los griegos (151), el rey de reyes Arsaces Vologases, hijo del rey Mitrídates, dirigió una expedición militar a Mesene contra el rey Mitrídates, hijo del anterior gobernante Pacoro, y después de que el rey Mitrídates había sido expulsado de Mesene, se convirtió en el gobernante de todo Mesene y de esta estatua de bronce del dios Heracles, que él mismo transportó desde Mesene, colocada en este Santuario del dios Apolo que custodia la Puerta de Bronce ".

### Guerra con los romanos

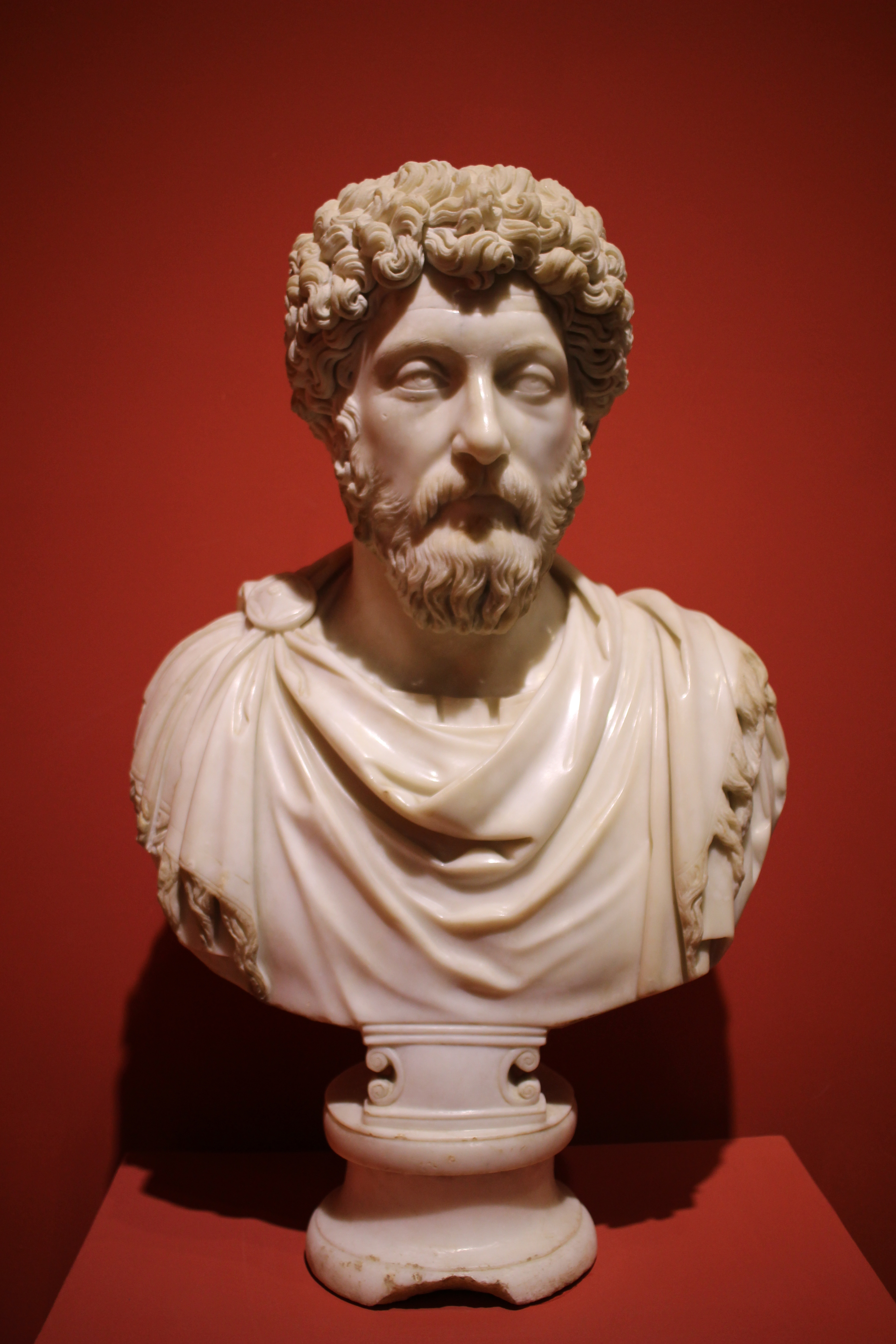
Busto del emperador romano Marco Aurelio

Cuando Marco Aurelio se convirtió en el nuevo emperador romano en el año 161, Vologases IV declaró inesperadamente la guerra contra los romanos, marcando la única vez en un conflicto romano-parto donde los partos declararon la guerra. Vologases IV invadió Armenia y reemplazó a su cliente romano, el rey Sohaemus, con su propio hijo Pacoro.
Al mismo tiempo, una inesperada invasión parta de Siria condujo a la derrota de los soldados romanos asignados allí. Confiados, Vologases IV rechazó una oferta de paz por los romanos en 162. Aunque la Guerra Romano-Partia de 161-166 comenzó auspiciosamente para los partos, después de que los romanos se recuperaron del primer choque y retrocesos, contraatacaron, restauraron a Sohaemus en el trono armenio en 163. Casi al mismo tiempo, los partos capturaron a Edesa e instalaron a Wa'el como rey títere. Ma'nu VIII, el rey legítimo, se vio obligado a huir al Imperio Romano. Las fuerzas partas fueron expulsadas de Siria, en 164, y también perdieron Dura-Europos, lo que llevó a muchos gobernantes vasallos partos a desertar de Vologases IV. Los romanos sitiaron a Edesa en 165; Durante el asedio, los ciudadanos de la ciudad masacraron la guarnición parta y abrieron sus puertas a los romanos. Los romanos entraron a la ciudad y restauraron a Ma'nu VIII como gobernante de Edesa / Osroene; también recibió el epíteto "Philorhomaios" ("Amigo de los romanos").
Las capitales de Partia de Seleucia y Ctesifonte fueron capturadas por el general romano Avidio Casio en 165 o 166. Probablemente al mismo tiempo, legiones romanas invadieron Media y Adiabene. Sin embargo, los romanos sufrieron grandes pérdidas por una plaga que surgió de Seleucia en 166, obligándolos a retirarse. La guerra terminó poco después, con Vologases IV perdiendo la mayor parte del norte de Mesopotamia en favor de los romanos. Después de la muerte de Sohaemus en 180, el hijo de Vologases IV logró ganar el trono armenio como Vologases II (r. 180-191).
El final del reinado de Vologases IV se vio empañado por la revuelta de Osroes II en 190, que acuñó monedas de sí mismo en Ecbatana en Media. Sin embargo, el hijo de Vologases IV, Vologases II, lo sucedió, y parece haber derribado rápidamente a Osroes II, ascendiendo al trono como Vologases V.

## Numismática
En el anverso de sus tetradracmas, Vologases IV se retrata con una tiara abovedada con un cuerno en el costado. También lleva una solapa en el cuello que cubre ambas orejas. En el anverso de sus dracmas, Vologases IV lleva una tiara sin cuerno. Vologases IV es el primer monarca parto que solo usa una tiara en sus monedas. En parte del reverso de las monedas de bronce de Vologases IV, se representa un águila, que está asociada con la khvarenah, es decir, la gloria real. En el anverso de las monedas del breve gobernante de Edesa /Osroene, Wa'el, se muestra un retrato de Vologases IV.